# Краситель Рейхардта
Краситель Рейхардта (бетаин-30) — органический краситель бетаинового строения, известный своими исключительными сольватохромными свойствами. Длина волны поглощения красителя Рейхардта изменяется с изменением полярности растворителя: чем выше полярность, тем ниже длина волны (отрицательный сольватохромизм). Так, в метаноле он имеет красную окраску, в этаноле — фиолетовую, в изоамиловом спирте — голубую, в ацетоне — зелёную, в анизоле — жёлтую. Диапазон возможных длин волн поглощения, таким образом, составляет около 357 нм.
Синтезирован немецким химиком Кристианом Рейхардтом.

## Синтез
Краситель Рейхардта можно получить из двух ароматических блоков, которые синтезируют по двум отдельным схемам. Первая схема включает в себя конденсацию и циклизацию халкона с ацетофеноном в присутствии серной кислоты с образованием соли пирилия. Вторая схема заключается в нитровании 2,6-дифенилфенола и восстановлении образующегося нитроарена.